# Schiehallion
De Schiehallion (Nederlands: sprookjesheuvel van de Caledoniërs, tepel van de maagd of constante storm) is een berg (1083 m) bij Kinloch Rannoch in Perthshire, Schotland, ten zuiden van de rivier de Tummel. De berg bestaat hoofdzakelijk uit kwartsiet.
De Schiehallion heeft een bijna perfecte conische vorm vanaf het westen (zie foto). De berg heeft een rijk botanisch leven, interessante archeologie en heeft een unieke plaats in de wetenschappelijke geschiedenis. Een uniek 18e-eeuws experiment bepaalde het gewicht van de wereld. De populariteit van de berg bij wandelaars leidde ertoe dat men, ingevolge erosie, in 2001 uitgebreide herstellingen moest uitvoeren aan het wandelpad.
De hellingen van de Schiehallion waren bewoond vanaf het begin van onze tijdrekening tot ongeveer 200 jaar geleden. Er groeien mossen, struikhei, de blauwe bosbes terwijl lapiaz voor een voedingsbodem zorgt voor bosbingelkruid, het lelietje-van-dalen en de bosanemoon.

## Het wetenschappelijk experiment
In 1774 werd een poging ondernomen om de dichtheid van de aarde te bepalen via metingen op de Schiehallion. Men ging uit van het idee dat een slinger die loodrecht naar beneden hangt een lichte afwijking vertoont als hij wordt beïnvloed door een grote massa zoals de Schiehallion. Het was oorspronkelijk een voorstel van Isaac Newton om zijn gravitatiewet van Newton te bewijzen maar achteraf kwam hij terug op dat idee. Toch besloot een team van geleerden onder leiding van Nevil Maskelyne in de zomer van 1774 dit experiment uit te voeren. Ze kwamen tot de conclusie dat de dichtheid van de aarde dubbel zo groot was als die van de Schiehallion en er dus in het centrum van de aarde materiaal met een veel grotere dichtheid aanwezig was, waarschijnlijk metaal. 